# Paris–Roubaix 1901

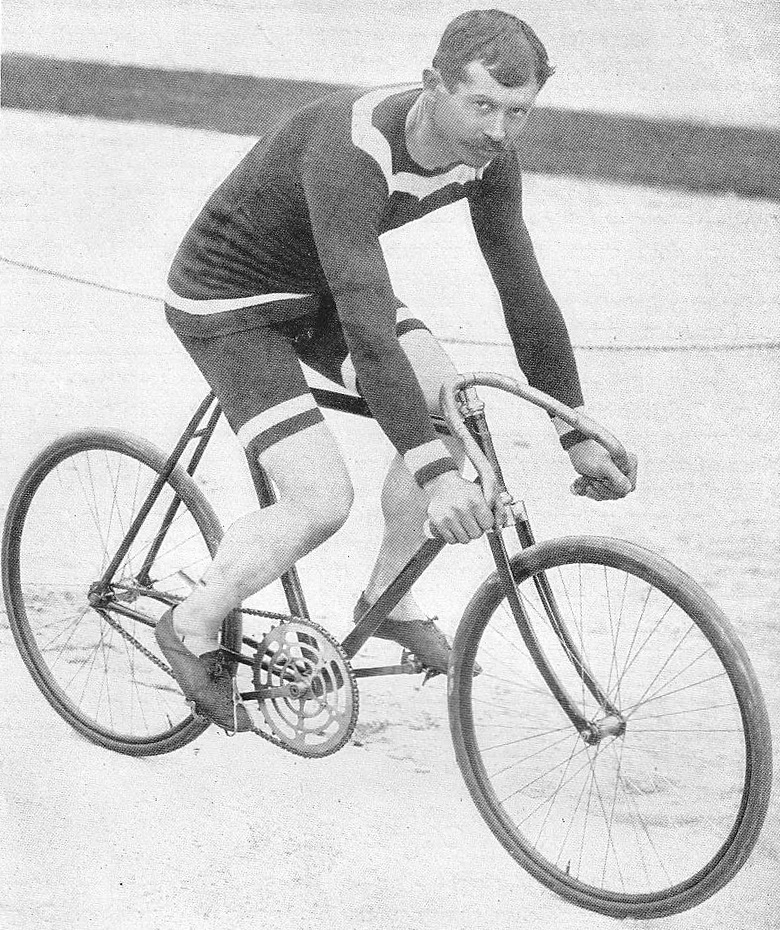
Lucien Lesna

Das Eintagesrennen Paris–Roubaix 1901 war die sechste Austragung des Radsportklassikers und fand am Sonntag, den 7. April 1901, statt.
Das Rennen ging über 280 Kilometer, und die Fahrer wurden von motorisierten Schrittmachern geführt. Es starteten 39 Profi-Radrennfahrer und 21 Amateure. 21 Profis und zehn Amateure erreichten das Ziel.  Der Sieger Lucien Lesna absolvierte das Rennen mit einer Durchschnittsgeschwindigkeit von 25,861 Kilometern pro Stunde. Beim Start in Paris regnete es, als die Fahrer Roubaix erreichten, schien die Sonne.
Insgesamt wurde an die beste acht Profis 2800 Francs Preisgeld ausgeschüttet, gestiftet von verschiedenen Sponsoren. Der Sieger erhielt 1200 Francs. Da es in den Jahren zuvor immer wieder Betrugs- und Behinderungsversuche gegeben hatte, wurden mehr Kommissäre eingesetzt, um dies zu verhindern, was jedoch nicht gelang.
Im Vorfeld hatte sich der Initiator des Rennens, Thédore Vienne, von seiner bisherigen Werbepartnerin, der Zeitschrift Le Vélo, getrennt und sich stattdessen für eine Zusammenarbeit mit L’Auto-Vélo entschieden, woraufhin Le Vélo ankündigte, ein eigenes Paris–Roubaix zu organisieren. Nach monatelangen öffentlichen Auseinandersetzungen gab Le Vélo schließlich ihr Vorhaben auf.